# Route nationale 45 (France)
Pour les articles homonymes, voir Route nationale 45.
La route nationale 45, ou RN 45, était jusqu'en 2006 une route nationale française  reliant Douai à la commune de Rouvignies près de Denain et Valenciennes à Curgies. Elle a été déclassée en RD 645.
Mais autrefois, la route nationale 45 reliait Marle-sur-Serre à Maulde sur la frontière franco-belge. Elle a été en majeure partie déclassée dans les années 1970. Dans l'Aisne, elle est devenue la RD 946 car elle était la suite logique de l'ancienne  route nationale 46 qui reliait Marle-sur-Serre à Parois (commune de Clermont-en-Argonne) (Meuse) via Rethel (Ardennes) et Vouziers (Ardennes). Dans le Nord, elle est devenue la RD 934 au sud de Curgies et la RD 169 au nord de Valenciennes. Entre Jenlain et Valenciennes, elle a été mise à 2 x 2 voies et porte désormais le nom de RN 49. L'ancien tracé est resté immatriculé RN 45 entre Curgies et Valenciennes. Elle n'a pas été numérotée RD 945 dans le Nord car ce numéro a été attribué à l'ex RN 345 qui reliait Halluin à Béthune (Pas-de-Calais) via Armentières et Estaires.
Voir le tracé de la RN45 sur GoogleMaps

## Tracé de Douai à Rouvignies et de Valenciennes à Curgies
Le tronçon de Douai à Aniche appartenait auparavant à la route nationale 43 ; celui d'Aniche à Rouvignies correspond à l'ancienne route nationale 43a. Le tronçon de Valenciennes à Curgies appartenait déjà à la RN 45.

### De Douai à Aniche (D 645)
Les communes traversées sont :
- Douai (km 115)
- Sin-le-Noble (km 112)
- Dechy (km 111)
- Guesnain (km 110)
- Lewarde (km 108)
- Masny (km 105)
- Cité Vuillemin, commune d'Écaillon (km 104)
- Auberchicourt (km 103)
- Aniche (km 102)

### D'Aniche à Rouvignies (D 645)
Les communes traversées sont :
- Aniche (km 102)
- Abscon (km 98)
- Escaudain (km 95)
- Denain (km 91)
- Wavrechain-sous-Denain (km 89)
- Rouvignies (km 87)

### De Valenciennes à Curgies
Les communes traversées sont :
- Valenciennes (km 80)
- Marly (km 78)
- Saultain (km 75)
- Curgies (km 73)

## Ancien tracé de Marle-sur-Serre à Maulde

### De Marle-sur-Serre à Chapeau-Rouge (D 946)
Les communes traversées étaient :
- Marle-sur-Serre
- Les Baraques, commune d'Housset
- Le Hérie-la-Viéville
- La Désolation, commune d'Audigny
- Guise
- Jérusalem, commune d'Iron
- Étreux
- Oisy
- Chapeau Rouge (commune de La Groise)

### De  Chapeau-Rouge à Jenlain (D 934)
Les communes traversées étaient :
- Chapeau Rouge (commune de La Groise)
- La Groise
- Landrecies
- Preux-au-Bois
- Englefontaine
- Louvignies-Quesnoy
- Le Quesnoy
- Orsinval
- Jenlain

### De Jenlain à Maulde (N 49, D 934, D 645 & D 169)
Les communes traversées étaient :
- Jenlain D 934
- Curgies D 645
- Saultain
- Marly-lez-Valenciennes
- Valenciennes D 645
- Anzin D 169
- Raismes
- Saint-Amand-les-Eaux
- Lecelles
- Maulde D 169
- Belgique N 507